# إدوارد تومسون
إدوارد تومسون (بالإنجليزية: Edward Herbert Thompson)‏ (و. 1857 – 1935 م) هو مستكشف، وعالم إنسان، وعالم آثار، ودبلوماسي أمريكي، ولد في ورسستر، توفي عن عمر يناهز 78 عاماً.

## روابط خارجية
- إدوارد تومسون على موقع الموسوعة البريطانية (الإنجليزية)